# Michael Evans Behling
Michael Evans Behling (Columbus, 5 marzo 1996) è un attore statunitense.

## Biografia
Behling è nato a Columbus, Ohio ed è cresciuto a Columbus, Indiana. Behling ha frequentato la Columbus North High School, dove ha giocato a calcio per due anni e ha corso in pista. Era nell'albo d'onore e si è laureato nel 2015. Ha frequentato l'Indiana State University per due anni come studente di medicina prima di abbandonare gli studi per dedicarsi alla modellazione e alla recitazione. Prima di iniziare la sua carriera di attore, ha lavorato come assistente alla regia presso il Donner Aquatic Center di Columbus, nell'Indiana.

## Filmografia

### Cinema
- A Cinderella Story: Starstruck, regia di Michelle Johnston (2021)[6][7]
- The Manny – film TV, regia di Doug Campbell (2022)[8][9]

### Televisione
- Empire – serie TV, episodio 4x07 (2017)[10][11]
- All American – serie TV (2018-in corso)[12][13][14]
- Grey's Anatomy – serie TV, episodio 15x21 (2019)[15][16]
- All American: Homecoming – serie TV, 4 episodi (2022)